# 50元人民币
人民币50元面值最早出现于1948年12月1日，但随着第一套人民币的退市，该面额从人民币的币值等级中消失，直到第四套人民币发行。
其中由于第一套人民币与第二套人民币是以1:10000的比率进行的兑换，故第一套人民币中50元的币值与目前流通的50元人民币币值不等。

## 发行历史
50元人民币一共出现过十二种版别，其中第一套人民币7种、第四套人民币2种、第五套3种。

### 第一套人民币
第一套人民币50元券共发行有七个版本。
- 第一种发行于1948年12月1日，正面为驴子、矿车图，浅蓝底，红黑色调；背面图案为花符，黄黑色调。
- 第二种发行于1949年2月10日，正面为火车、大桥图，深蓝色调；背面图案为汽车图，深红色调。
- 第三种发行于1949年6月10日，正面为火车、大桥图，紫红色调；背面图案为汽车图，蓝色调。
- 第四种发行于1949年8月，正面为工人、农民图，浅咖啡色调；背面图案为花符，浅咖啡调。正面工农图的肖像原型是杨琦与翟英。杨琦是工人出身，翟英是农民出身，两人当时为同事关系，在华北印钞厂工作[1]。同样的图案也用在了10元券的一个版本上。
- 第五种发行于1949年3月20日，正面为铁路图，黄色底、蓝黑色调；背面图案为花符，褐色调。
- 第六种发行于1949年10月3日，正面为压路机图，浅蓝底、灰绿色调；背面图案为马车图，紫褐色调。
- 第七种发行于1949年4月，正面为铁路图，黄色底、蓝黑色调；背面图案为花符，黄色调。

由于第一套人民币50元券发行时尚处于第二次国共内战时期，中华人民共和国并未正式成立，故钞票上仍旧同时采用公历纪年与民国纪年。
全部版本的50元券均在1955年5月10日停止流通。

### 第四套人民币
第四套人民币50元券最初发行于1987年4月27日，正面图景为工人、农民、知识分子人物头像，背面图景为黄河壶口瀑布，钞票整体为黑茶色，钞纸为工人人物头像固定水印，年号为1980年。
1992年8月20日中国人民银行发行了防伪升级版的1990版50元券。新版本的钞票设计与旧版本相同，在防伪上增加了全埋式安全线与无色荧光油墨。这是人民币上第一次出现这两种防伪技术。
2018年3月22日，中国人民银行发布公告，第四套50元人民币从2018年5月1日起停止流通。

### 第五套人民币
第五套人民币的50元券发行于2001年9月1日。正面图景为毛泽东头像，背面为拉萨布达拉宫，钞票整体呈绿色。钞票采用双面凹印，年号为1999年，钞纸带有毛泽东头像固定水印。
2005年8月31日中国人民银行发行了2005年版第五套人民币的5元至100元券。新发行的50元券，图案与颜色与1999年版基本相同，少数地方的设计进行了细微调整。纸币增加了凹印手感线等新的防伪技术。
2019年8月30日中国人民银行发行了2019年版第五套人民币的50元券，与2005版相比，其规格、主图案、主色调、“中国人民银行”行名、国徽、盲文面额标记、汉语拼音行名、民族文字等要素不变；提高了票面色彩鲜亮度，优化了票面结构层次与效果，提升了整体防伪性能，细节如下：
- 正面中部面额数字调整为光彩光变面额数字“50”，调整了中部装饰团花的样式
- 正面左下角光变油墨面额数字调整为胶印对印图案（古钱币胶印对印图案取消），左侧增加装饰纹样，取消左侧横号码字符由中间向左右两边逐渐变小的样式
- 正面右侧增加动感光变镂空开窗安全线和竖号码，调整右侧毛泽东头像的样式，调整右上角面额数字“50”的样式并改为竖式，取消右侧凹印手感线，取消了票面右上角的隐形面额数字
- 背面取消全息磁性开窗安全线，调整主景布达拉宫的样式（为红宫施其他颜色），调整胶印对印图案的样式（古钱币图案改为对印数字“50”字样），调整面额数字“50”的样式，取消右下角局部圆圈星座防伪技术图案，减少了票面左右两侧边部胶印图纹适当留白，年号改为“2019年”